# Brayan Garnica
Brayan Eduardo Garnica Cortés (ur. 27 maja 1996 w Chimalhuacán) – meksykański piłkarz występujący na pozycji prawego skrzydłowego, od 2025 roku zawodnik Puebli.